# Comuna de Działoszyce
Działoszyce (polaco: Gmina Działoszyce) é uma gminy (comuna) na Polónia, na voivodia de Santa Cruz e no condado de Pińczowski. A sede do condado é a cidade de Działoszyce.
De acordo com os censos de 2004, a comuna tem 5736 habitantes, com uma densidade 54,4 hab/km².

## Área
Estende-se por uma área de 105,48 km², incluindo:
- área agricola: 82%
- área florestal: 12%

## Demografia
Dados de 30 de Junho 2004:
|                      | Total   | Total | Mulheres | Mulheres | Homens  | Homens |
| -------------------- | ------- | ----- | -------- | -------- | ------- | ------ |
|                      | pessoas | %     | pessoas  | %        | pessoas | %      |
| População            | 5736    | 100   | 2868     | 50       | 2868    | 50     |
| Densidade (pop./km²) | 54,4    | 100   | 27,2     | 27,2     | 27,2    | 27,2   |

De acordo com dados de 2005, o rendimento médio per capita ascendia a 1538,78 zł.

## Subdivisões
- Biedrzykowice, Bronocice, Bronów, Chmielów, Dębiany, Dębowiec, Dziekanowice, Dziewięczyce, Dzierążnia, Gaik, Iżykowice, Jakubowice, Januszowice, Jastrzębniki, Ksawerów, Kujawki, Kwaszyn, Lipówka, Marianów, Niewiatrowice, Opatkowice, Pierocice, Podrózie, Sancygniów, Stępocice, Sudół, Szczotkowice, Szyszczyce, Świerczyna, Teodorów, Wola Knyszyńska, Wolica, Wymysłów, Zagaje Dębiańskie, Zagórze.

## Comunas vizinhas
- Czarnocin, Książ Wielki, Michałów, Pińczów, Racławice, Skalbmierz, Słaboszów, Wodzisław